# My Galileo
«My Galileo» (с англ. — «Мой Галилео») — песня белорусского дуэта «Александра и Константин», выпущенная в 2004 году. Дуэт представил Белоруссию на конкурсе песни «Евровидение-2004», которая в первый раз приняла участие в этом конкурсе.

## Текст песни
Авторы текста песни — Александра Кирсанова и Константин Драпезо.
Александра воспевает о своём возлюбленном, сравнивая его с известным итальянским физиком и астрономом Галилео Галилеем.

## Евровидение
31 января 2004 года Александра и Константин приняли участие в белорусском национальном отборе на конкурс песни «Евровидение-2004», где позже по итогам голосования они одержали победу с песней «My Galileo».
12 мая 2004 года Александра и Константин выступили в полуфинале конкурса под номером два. Конкурсная композиция получила 10 баллов, заняв девятнадцатое место. Дуэт не смог пройти в финал конкурса.